# Wulkersdorf (Emskirchen)
Wulkersdorf ist ein Gemeindeteil des Marktes Emskirchen im Landkreis Neustadt an der Aisch-Bad Windsheim (Mittelfranken, Bayern). Wulkersdorf liegt in der Gemarkung Emskirchen.

## Geografie
Nordwestlich der Einöde liegt das Waldgebiet Winteranger, südwestlich das Trammelfeld, 0,5 km nordöstlich das Brunnenfeld und 0,5 km südöstlich der Vogelherd. Eine Gemeindeverbindungsstraße führt nach Rennhofen (1,5 km südwestlich) bzw. zu einer Gemeindeverbindungsstraße (0,5 km nordöstlich), die unmittelbar nördlich in die Bundesstraße 8 mündet.

## Geschichte
Der Ort wurde 1361/64 im burggräflichen Salbuch als „Wolkendorf“ erstmals erwähnt. Vielleicht erhielt der Ort seinen Namen von dem im 9. Jahrhundert amtierenden Würzburger Bischof Wolfger, der 826 in Markt Erlbach fuldaischen Besitz von Abt Ratger erworben hatte.
Gegen Ende des 18. Jahrhunderts gab es in Wulkersdorf vier Anwesen. Das Hochgericht übte das brandenburg-bayreuthische Stadtvogteiamt Neustadt an der Aisch aus. Die Dorf- und Gemeindeherrschaft hatte das Kastenamt Neustadt an der Aisch. Alle Anwesen hatten das Fürstentum Bayreuth als Grundherrn (Kastenamt Neustadt: zwei Halbhöfe; Klosteramt Münchaurach: zwei Gütlein).
Von 1797 bis 1810 unterstand der Ort dem Justizamt Dachsbach und Kammeramt Neustadt. Im Rahmen des Gemeindeedikts wurde Wulkersdorf dem 1811 gebildeten Steuerdistrikt Herrnneuses und der 1813 gegründeten Ruralgemeinde Herrnneuses zugeordnet. Mit dem Zweiten Gemeindeedikt (1818) wurde es in die neu gegründete Ruralgemeinde Eggensee umgemeindet. Am 1. Juli 1970, also noch vor der Gebietsreform in Bayern, wurde Wulkersdorf nach Emskirchen eingemeindet, während Eggensee zu Neustadt an der Aisch kam.

### Baudenkmal
- Haus Nr. 1: Halbwalmdachhaus[10]

### Einwohnerentwicklung
| Jahr      | 001818 | 001840 | 001861 | 001871 | 001885 | 001900 | 001925 | 001950 | 001961 | 001970 | 001987 |
| Einwohner | 31     | 22     | 24     | 17     | 23     | 17     | 15     | 40     | 17     | 6      | 12     |
| Häuser    | 5      | 4      |        |        | 4      | 3      | 2      | 2      | 4      |        | 2      |
| Quelle    | [ 12 ] | [ 13 ] | [ 14 ] | [ 15 ] | [ 16 ] | [ 17 ] | [ 18 ] | [ 19 ] | [ 20 ] | [ 21 ] | [ 1 ]  |

## Religion
Der Ort ist seit der Reformation evangelisch-lutherisch geprägt und bis heute nach St. Kilian (Emskirchen) gepfarrt.